# 娘容夏
娘容夏，位于西藏自治区拉萨市城关区东孜苏路81号，是一座古建筑大院，过去是娘容夏私塾的所在地。

## 简介
娘容夏位于玛吉阿米的东侧，八廓街东孜苏路81号。这座藏式楼房是拉萨市文物管理局1998年登记、挂牌的92处“拉萨古建筑保护院”之一，门口挂有写着“娘容夏大院”的拉萨古建筑保护院标志牌。该建筑占地面积300平方米，是“娘容夏私塾”旧址。
娘容夏私塾的创建者仁增·伦珠班觉（简称“仁增班觉”）是尼木县人，生于藏医家庭，18岁起在拉萨跟十三世达赖的御医欧席·强巴土旺学习藏医。出师之后，他逐渐有了名气，于1929年创办该私塾。他将家迁到娘容夏大院东幢，在那里开办私塾及诊所。楼下为课堂，楼上为诊所，楼顶上晒药。
中共占领西藏前，西藏教育呈现寺院教育、官办教育、私塾教育三足鼎立的局面。私塾教育又分为家塾、私人学馆。前者为领主、贵族、官员、富商聘请老师到自家为子女授课，后者则为设在主要城镇的私立学校。1959年前，拉萨有十余家私塾，主要有达布林私塾、电报局私塾、娘容夏私塾，其中娘容夏私塾规模最大，名声最高。
娘容夏私鼎盛时期有四个年级，200余名学生。教学以藏文书法为主，摹本为藏族传统文学《萨迦格言》等等，到高年级时讲授文法、筹算等等。其中“筹算”是珠算的雏形，以小石子、小贝壳当作筹码计数。娘容夏私塾教学中的特色是学习噶厦通告、契约等应用文的写作。
该校藏历每月23日、28日会考。考试成绩公布之后，学生按分数高低排列，由高分学生依次向低分学生鼓起的腮帮子上弹竹签以当作惩罚。但低分学生也可用竹签抽打悬挂在立柱上的一块生牛皮，以便撒气。
中共占领西藏后，政府在原来的“娘容辖诊所”的基础上创建了八廓街藏医院，娘容夏的后代多被安置在此工作，到21世纪初有的已退休，有的仍在行医。
娘容夏的大门藏在货摊后面，进门处的巷子长10余米、宽约1.5米。娘容夏的整体结构呈“日”字形，上、中、下及左、右共五栋住房。娘容夏平面呈“日”字形，故有两个天井。走进娘容夏后的第一个天井因连着老墙加盖了一幢二层小楼，故稍显拥挤，小楼以木板与铁皮构成。娘容夏大院中唯一一口水井便在该天井中。第二个天井原本便很窄，是公共厕所的所在地，厕所外面放着一个非常大的铁皮桶，供冲厕所用。
21世纪初，这些住房均为一位老阿妈家所有，其余人家均为租住户，租住户大都在八廓附近有自己的生意。

## 延伸阅读
- 索穷，娘容辖私塾的创办人：仁增·伦珠班觉，西藏人民出版社，2008年
- 娘容辖的清贫园丁——近代西藏著名民间教育家仁增·伦珠班觉生平记略，西藏文史资料选辑21，民族出版社，2004年
- 索穷，“娘容辖”先生——记近代藏族著名民间教育家仁增·伦珠班觉，中国西藏2003年第5期
- 八廓街老房子之娘容夏，佛弟子·仁增多吉 网易博客，2010-08-23